# Kamennyj gost'
Kamennyj gost' (Каменный гость) è un film del 1967 diretto da Vladimir Michajlovič Gorikker.